# Geiparvarina
Geiparvarina  es un derivado de cumarina  que se encuentra en las hojas del sauce australiano (Geijera parviflora).
Es un inhibidor de la monoamino oxidasa.
Varios análogos de geiparvarin han sido estudiados para las propiedades antitumorales.